# Gulli.com
gulli.com war ein Webportal, das sich mit Themen der Internetnutzung beschäftigte, unter anderem mit Computersicherheit, Netzpolitik, Filesharing, Anonymität, Datenschutz und Urheberrecht.
Das Angebot richtete sich an Computernutzer und Einsteiger. Neben dem Forum und einem Nachrichtenticker bot das Portal verschiedene Dienste an, darunter eine Topliste (Webkatalog mit Abstimmsystem), einen Subdomain-Dienst, eine Whois-Abfrage und spezialisierte Suchmaschinen.
Am 25. Mai 2018 wurde gulli.com eingestellt und die Domain zum Verkauf angeboten. Gründer Randolf Jorberg gab wenige Wochen später den Rückkauf von gulli.com bekannt.

## Geschichte
Die Website gulli.com wurde am 6. November 1998 von Randolf Jorberg gegründet. Neben Cracks und Seriennummern fanden sich auf der Seite auch politische Artikel. Um die Anonymität der User zu gewährleisten, wurden keine IPs gespeichert. Dies wurde bis zuletzt beibehalten.
Im Januar 2000 kam das Webforum gulli:board hinzu. gulli.com betrieb von April 2000 bis Juni 2013 zwei Server, später nur noch einen im IRC-Netzwerk german-elite.net. Liberty wurde nach der Übernahme der gamigo advertising GmbH offline genommen und der #gulli Channel von den IRC OP des german-elite.net umgeleitet. Somit hat gulli.com derzeit keinen Channel und auch keinen Server mehr im german-elite.net.
2002 folgte ein kompletter Relaunch der Seite, die seitdem bis Februar 2008 von Jorbergs fliks-it solutions GmbH in Bochum betrieben wurde. Eine Untergrund-Suchmaschine kam hinzu.
Der Newsticker der Seite wurde seit Januar 2005 redaktionell gepflegt. Nach einem zweiten Relaunch der Seite im Oktober 2005 entstand im Dezember ein mittlerweile eingestellter Wikipedia-Mirror mit eigener Einstiegsseite sowie ab 2009 ein IT-Glossar, der auch szenerelevante Begriffe beinhaltete. Am Lehrstuhl für Allgemeine Soziologie der Technischen Universität Dortmund entstand 2005 in Kooperation mit gulli.com die Rubrik „Warez“ im Portal jugendszenen.com.
Seit August 2006 bot gulli.com einen NFO-Service, welcher von German NFO Source (GNS) betrieben wurde. Der Filehoster gulli:share wurde am 28. September 2007 auf der Auktionsplattform eBay angeboten und erzielte einen Preis von 6.850 Euro. Der Käufer trat jedoch vom Angebot zurück, der Dienst verblieb bei gulli.com.
Seit dem 28. Dezember 2007 hatte gulli.com einen Mail-Dienst angeboten, der auf Google Apps aufsetzte. Zum 23. Mai 2015 wurde dieser Dienst aus Kostengründen eingestellt.
In Folge weiter andauernder rechtlicher Probleme wurde am 25. Februar 2008 der Verkauf der Seite angekündigt. Seither wurde gulli.com vom österreichischen „Gulli Community Verein“ betrieben und verwaltet. Dies sollte zunächst für die Nutzer von gulli.com keine größeren Veränderungen mit sich bringen. Am 8. August 2008 wurde jedoch bekanntgegeben, dass aus rechtlichen Gründen der Großteil der Börse sowie die One-Click-Hosting-Plattform gulli:share zum 11. August 2008 geschlossen werde.
Innerhalb weniger Tage nach Schließung der Börse entstanden zahlreiche gulli.com-Klone, von denen jedoch einige bereits nach wenigen Tagen wieder verschwanden. Im gulli-Forum kündigten die Betreiber an, gegen Projekte mit dem Namen „gulli“ rechtliche Schritte einzuleiten. Seit 2003 ist gulli eine beim deutschen Patent- und Markenamt eingetragene Wortmarke.
Die früheren Betreiber von gulli.com, Richard „Korrupt“ Joos, Randolf „gulli“ Jorberg und Axel „LexaT“ Gönnemann, brachten im August 2008 mit gulli wars ein Buch zur Geschichte von gulli.com heraus, das unter einer Creative-Commons-Lizenz freigegeben ist. Darin werden Geschichten rund um die Gründung der Seite, die juristischen Konflikte und weitere Details wiedergegeben.
Im Oktober 2008 übernahmen Valentin Fritzmann und die Inqnet GmbH mit Sitz in Wien das Portal. Am 21. Oktober 2009 wurde es einem erneuten Relaunch unterzogen. Die Topliste für Warezseiten wurde abgeschafft. Zeitgleich verlegte man den Standort der Server nach Wien.
Am 1. Juli 2013 wurde das Portal aufgrund rückläufiger Nutzerzahlen an die gamigo Advertising GmbH, eine Tochterfirma der gamigo AG mit Hauptsitz in Hamburg, verkauft.
Am 25. Mai 2018, am Tag des Inkrafttretens der DSGVO, wurde das gesamte Angebot von der gamigo Advertising GmbH eingestellt und die Domain zum Verkauf freigegeben. Wenige Wochen später gab Gründer Randolf Jorberg auf seinem Blog bekannt, gulli.com zurückgekauft zu haben. Die Website enthielt noch keine Inhalte, dieser Zustand besteht seitdem fort. Die ursprüngliche Ankündigung steht auch Jahre später noch immer auf der Website.

## Board
Zum Portal gulli.com zählt das gulli:board. Das Board umfasste am 16. Juli 2013 insgesamt 13.250.239 Beiträge von 1.174.231 Benutzern zu 1.452.723 Themen.
Im Jahr 2008 schloss die Administration aus rechtlichen Gründen wiederholt den Bereich Audio Börse des gulli:boards. Nachdem der Gulli Community Verein das Board übernommen hatte, wurde sie vorübergehend wieder geöffnet. Am 11. August 2008 wurden mehrere Teile der Börse nach einer dreitägigen Read-Only-Phase aufgrund von Konflikten mit Rechteinhabern erneut geschlossen. Auch die File-Hosting-Plattform gulli:share wurde geschlossen.
Wenige Tage nach der Übernahme von gulli.com durch die gamigo Advertising GmbH kam es 2013 zum Einschnitt in der Moderatoren-Crew im Board, worauf einige von ihnen das unabhängige ngb.to gründeten. Am 28. Juli 2018 zählte es 881.040 Beiträge von 9.448 Benutzern zu 34.510 Themen.

## Kritik und rechtliche Konflikte
Die Seite gulli.com war zu ihren Anfangszeiten aufgrund illegaler Inhalte öfter im Konflikt mit Softwareherstellern und Verwertungsgesellschaften und nur unter ständig wechselnden Adressen erreichbar.
Den Betreibern wurde außerdem vorgeworfen, Dialer an ihre Nutzer zu verbreiten.
Ab 2005 drehten sich Rechtsstreitigkeiten vermehrt um kritische oder verunglimpfende Forenbeiträge. Beispielsweise wurde im Forum von gulli.com die Preispolitik der Euroweb Internet GmbH kritisiert; nach Angaben von Gulli.com zwang Euroweb daraufhin den Plattformbetreiber mit einer Einstweiligen Verfügung bei einem Streitwert von 70.000 Euro und Verfahrenskosten von 2.800 Euro dazu, entsprechende Forenbeiträge zu entfernen. Dies erzeugte Kritik unter Bloggern und auf anderen Websites.
Weniger öffentliche Aufmerksamkeit erhielt ein späterer Konflikt mit dem Strukturvertrieb Herbalife, der im Februar 2006 um die Löschung eines Forenthreads aus dem Jahr 2000 bat, um nicht mit Scientology in Verbindung gebracht zu werden.